# 1951-es magyar férfi kézilabda-bajnokság (első osztály)
Az 1951-es magyar férfi kézilabda-bajnokság az első kézilabda-bajnokság volt, melyet kispályán rendeztek. A csapatok területi (budapesti és megyei) bajnokságokban játszottak, a győztesek (Budapestről és egyes megyékből több helyezett is) az országos középdöntőben, majd az országos döntőben küzdöttek tovább a végső helyezésekért. Budapesten tíz csapat indult el, a csapatok egy kört játszottak. Az országos fordulókban is csak egy kör volt.
A most elinduló kispályás bajnokság mellett még évekig rendezték a nagypályás- és a terembajnokságokat, melyek azonban az évek múlásával egyre kevésbé voltak népszerűek a kispályás változat mellett, míg végül meg is szüntették őket.

## Országos döntő
| #  | Csapat             | M | Gy | D | V | G+ | G- | P |
| -- | ------------------ | - | -- | - | - | -- | -- | - |
| 1. | VM Közért          | 3 | 3  | 0 | 0 | 37 | 15 | 6 |
| 2. | Csepeli Vasas      | 3 | 2  | 0 | 1 | 22 | 16 | 4 |
| 3. | VL Kistext         | 3 | 1  | 0 | 2 | 24 | 28 | 2 |
| 4. | Tatabányai Bányász | 3 | 0  | 0 | 3 | 14 | 38 | 0 |

* M: Mérkőzés Gy: Győzelem D: Döntetlen V: Vereség G+: Dobott gól G-: Kapott gól P: Pont

## Országos középdöntő
- Szeged: 1. VM Közért 6, 2. Szegedi Építők 2, 3. Békéscsabai Lokomotív 2, 4. Törökszentmiklósi Vasas 2 pont
- Szolnok: 1. VL Kistext 5, 2. Vasas Standard 5, 3. Martfűi Vörös Lobogó 1, 4. Debreceni Honvéd 1 pont
- Vác: 1. Tatabányai Bányász 4, 2. Diósgyőri Vasas 4, 3. Budakalászi Vörös Lobogó 4, 4. TF Haladás 0 pont
- Győr: 1. Csepeli Vasas 6, 2. Dunai Vasmű 3, 3. Győri VL Fonó 2, 4. Szentgotthárdi Vasas 1 pont

## Budapesti csoport
| #   | Csapat                        | M | Gy | D | V | G+  | G-  | P  |
| --- | ----------------------------- | - | -- | - | - | --- | --- | -- |
| 1.  | Csepeli Vasas                 | 9 | 9  | 0 | 0 | 121 | 40  | 18 |
| 2.  | VM Közért                     | 9 | 8  | 0 | 1 | 128 | 41  | 16 |
| 3.  | Testnevelési Főiskola Haladás | 9 | 6  | 1 | 2 | 131 | 106 | 13 |
| 4.  | Vasas Standard                | 9 | 5  | 0 | 4 | 70  | 71  | 10 |
| 5.  | VL Kistext                    | 9 | 4  | 0 | 5 | 80  | 91  | 8  |
| 6.  | VAC                           | 9 | 3  | 2 | 4 | 79  | 105 | 8  |
| 7.  | Vasas Telefongyár             | 9 | 3  | 0 | 6 | 82  | 90  | 6  |
| 8.  | Pesterzsébeti Vasas           | 9 | 2  | 2 | 5 | 60  | 87  | 6  |
| 9.  | Bp. Előre                     | 9 | 1  | 1 | 7 | 59  | 103 | 3  |
| 10. | Vasas Hűtőgépgyár             | 9 | 0  | 2 | 7 | 50  | 126 | 2  |

* M: Mérkőzés Gy: Győzelem D: Döntetlen V: Vereség G+: Dobott gól G-: Kapott gól P: Pont